# Университет Николлса
Университет Николлса — государственный университет находящийся в городе Тибодо, штат Луизиана. Основан в 1948 году и входит в часть системы образовательных университетов Луизианы. Университет назван в честь Фрэнсиса Реддинга Тиллоу Николлса, бывшего губернатора Луизианы и также члена совета Верховного суда США.
287 акров (1,16144779311 км2) территория кампуса, ранее университет являлся частью плантации Акадия его территория насчитывала около 50 миль (80 км) к юго-востоку Батон Роуж. Строение Элкинс-холл было завершено в 1948 году и внесено в Национальный реестр исторических мест.
Николлс находится в регионе Акадиана. Он также входит в пределы географических границ дельты реки Миссисипи и завершает притоки водно-болотных угодий Луизианы и Мексиканского залива.

## История
Колледж Николс открылся 23 сентября 1948 года и был назван колледж Фрэнсиса Т. Николлса при Университете штата Луизиана. В 1956 году Законодательное собрание Луизианы отделило университет Николс от остальных штатов и разрешило ему самостоятельно разрабатывать учебные программы длительностью четыре года. В сентябре 1956 года бывший колледж стал Государственным университетом и получил первую учебную степень в мае 1958 года. В 1970 году законодательное собрание изменило название учебного заведения на Государственный университет Николса.

### Руководство университета
- Чарльз С. Элкинс (1948—1962)
- Вернон Ф. Гальяно (1963—1982)
- Дональд Дж. Айо (1983—2003)
- Стивен Т. Халберт (2003—2013)
- Д-р Брюс Мерфи (2014—2017)
- Доктор Джей Клун (2018-настоящее время)

### Академическая культура
Статистика компании Princeton Review за 2010 год показывает соотношение студентов и преподавателей в Николлс, как 20:1. Прием стал избирательнее. Средний балл абитуриентов составляет 3,2 балла, а оценка ACT — 21 балл. Средний балл студентов бакалавриата, поступивших в университет с отличием, составляет 3,6 балла, а средний балл ACT-26 баллов. 62 процента студентов составляют женщины и 3 процента иностранные граждане. Как и во всех академических институтах в Луизиане, ураган «Катрина» повлиял на уровень успеваемости студентов Николлса и общий рейтинг. Во время последствий урагана «Катрина» университет частично приостановил свою деятельность, чтобы оказать помощь студентам, пострадавшим от урагана. Среди обучающихся в Николлс также было множество потерпевших, которые пострадали от урагана и не вернулись.
- Колледж наук и технологий
- Колледж делового администрирования
- Колледж образования и поведенческих наук
- Колледж медсестер
- Колледж гуманитарных наук
- Университетский колледж
- Аспирантура университета

Кафедра искусств университета специализируется на гуманитарной подготовке, а также проводит занятия по студийным дисциплинам, необходимым для карьеры в области изобразительного искусства и дизайна. Кафедра искусств имеет аккредитацию национальной ассоциации школ искусства и дизайна.
Департамент массовых коммуникаций является одной из пяти программ массовых коммуникаций в Луизиане, аккредитованных аккредитационным советом по образованию в области журналистики и массовых коммуникаций. Кафедра представляет две специализации: журналистика и связь с общественностью. Студенты и преподаватели имеют три компьютерных класса и студию вещания для обучения принципам коммуникации. Студентам факультета также предоставляется возможность подавать заявки на работу в радиостанцию и студенческих изданиях, помогая выпускать ежегодники или издавать еженедельную газету «Николлс Уорт».
Система Университета Луизианы избрала уникальные сферы передового опыта в Университете Николлс. К ним относится Кулинарный институт Джона Фолса, биологические науки, медицинские науки, педагогическое и информационное образование, а также социальная педагогика. Другие известные учебные программы включают: Бакалавриат искусств в области искусства, английского языка, массовых коммуникаций и музыки; бакалавриат наук в области Геоматики; а также степень магистра в области морской и экологической биологии, образование
в области делового администрирования дополнительно к программе Международного бизнес администрирования.
Николлс — это одно из первых учебных заведений в США, предлагающих студентам получить степень бакалавра в области кулинарного искусства. Студенты получают опыт готовки в каджунской и французской кухне. Кулинарный институт шеф-повара Джона Фолса — единственный член американского Института Пола Бокюза. У обучающихся также есть возможность получить степень бакалавра кулинарного искусства, а после получить степень Международного бизнес администрирования.
Факультет Николлса был признан на национальном и международном уровнях Обществом Пхи Каппа Пхи Хонор, Национальным научным фондом, Национальными институтами здравоохранения, Национальным фондом гуманитарных наук, Пхи Каппа Лямбда, Обществом Возрождения Америки и другими организациями и ассоциациями. За последние три года несколько преподавателей получили гранты от Попечительского совета Луизианы. В университете работает единственный на Юге сертифицированный генетик общественного здравоохранения. Николлс также является домом Луизианского центра для женщин и правительства а также центром дуслексии Луизианы.
Николлс проводит онлайн-курсы для получения дипломов по различным дисциплинам. Он предлагает более 100 программ через отдел дистанционного образования. Николлс онлайн отличается от обычных онлайн-курсов в Николлс тем, что курсы предлагаются в течение 8-ми недельных сессий и имеют уникальную структуру оплаты.

## Мемориальная библиотека Эллендер
Мемориальная библиотека Аллена Дж. Эллендера предлагает исследовательскую помощь сообществу Государственного университета Николлс используя более 125 баз данных и справочников. Библиотека предоставляет доступ к более чем 61 000 электронных книг как часть коллекции из более чем 245 000 книг. Библиотекари проводят учебные занятия по библиотечным исследованиям по всем дисциплинам, а также индивидуальные консультации. Также имеется коллекция книг для досуга с недавними популярными писателями и 50 популярными журналами. В библиотеке есть как одиночные, так и групповые кабинеты для постоянных посетителей. Существует также служба межбиблиотечного абонемента, которая приобретает материалы из других библиотек и предоставляет бесплатные карточки, позволяющие посетителям просматривать материалы из других университетов Луизианы.
Библиотека Эллендера через свой Департамент правительственной информации хранилищем публикаций правительства штата Луизиана с 1960 года и хранилищем Федеральной депозитарной библиотечной программы США с 1962 года. Библиотека является хранилищем правительственных документов США, назначенным Конгрессом. Публичный доступ к собранию правительственных документов гарантируется публичным правом. Правительственная информация содержит обширную коллекцию книг, периодических изданий, карт, компакт-дисков и комплектов, изданных государственными и федеральными агентствами штата Луизиана по широкому спекктру тем, таких как здоровье, геология, военная история, право и законодательство, образование, статистика и многое другое.
Отдел Мемориальной библиотеки Эллендер является архивным хранилищем исторических документов университета и служит хранилищем первичных и вторичных материалов, относящихся к географической, исторической и культурной уникальности штата. Коллекции включают личные документы, деловые и организационные документы, исторические фотографии, литературные рукописи, карты, дневники и альбомы с вставками. Многие коллекции документируют эпоху плантаций и производство сахарного тростника. В отделе архивов и специальных коллекций также хранятся редкие книги и генеалогические коллекции библиотеки.

## Спортивная деятельность
Спортивные команды Николлса участвуют в чемпионате первой дивизии в рамках конференции Southland. Цвета Николлса — красный и серый, а команды называют полковниками. Факультет легкой атлетики Государственного университета Николс в настоящее время спонсирует мужской межвузовский бейсбол, баскетбол, кросс-кантри, футбол, гольф и теннис, а также женский межвузовский баскетбол, кросс-кантри, софтбол, футбол, теннис, легкую атлетику и волейбол.
Официальный атлетический талисман Николла — полковник Тиллу. Современная версия носит ярко-красную форму, завершенную современной военной офицерской фуражкой.
Гордость Николлса — марширующий оркестр, представляющий университет. Группа выступает перед игрой и в перерыве между домашними футбольными матчами, играми на выезде и выставками на маршевых фестивалях.
Главные спортивные соперники Николлса — Юго-Восточный университет Луизианы и Северо-Западный государственный университет.

## Известные выпускники

### Политики и представители судебной власти
- Роберт Биллиот, член Палаты представителей Луизианы от округа Джефферсон с 2008 г.
- Марти Дж. Шабер, сенатор от округов Тербонн и Лафурш с 1992 по 1996 год.
- Норби Шабер, сенатор от округов Тербонн и Лафурш с 2009 г.
- Гордон Дав, государственный представитель с 2004 года от прихода Тербонн
- Хант Даунер, бывший спикер Палаты представителей Луизианы; помощник генерал-адъютанта Национальной гвардии Луизианы
- Энтони Гуариско-младший, юрист и сенатор штата от Морган-Сити с 1976 по 1988 год
- Джо Харрисон, представитель штата с 2008 года от приходов Успения и Святой Марии и Тербонн.
- Фрэнсис К. Хайтмайер (1950 г.р.), член Палаты представителей от Демократической партии Луизианы с 1984 по 1992 год и Сенат Луизианы с 1992 по 2008 год; бизнесмен и лоббист из Нового Орлеана
- Сэм С. Джонс, член Демократической партии Палаты представителей Луизианы от округа Сент-Мэри с 2008 г.
- Моррис Лоттингер-младший, бывший депутат штата и судья из прихода Тербонн
- Джером «Ди» Ричард, нынешний член Палаты представителей Луизианы от округа Лафурш, один из двух независимых членов палаты
- Билли Таузин, член Палаты представителей США с 1980 по 2005 гг.
- Жером Зерингу, республиканский член Палаты представителей Луизианы от округа 52 в округах Лафурш и Тербонн

### Спортсмены
- Бобби Эйприл, тренер Национальной футбольной лиги (НФЛ)
- Гэри Барбаро, безопасность НФЛ
- Джеральд Батлер, ресивер НФЛ
- Анатолий Бозе, международный баскетбольный защитник и нападающий
- Бобби Фелдер, защитник НФЛ
- Дэррил Гамильтон, аутфилдер Высшей лиги бейсбола (MLB)
- Хилтон Кох, бывший владелец Houston Comets WNBA
- Карим Мур, безопасность НФЛ
- Дэррил Паундс, бывший защитник НФЛ
- Антонио Робинсон, ресивер НФЛ
- Дуайт Уокер, бывший бегущий защитник НФЛ и широкий ресивер
- Лардариус Уэбб, защитник НФЛ и специалист по возврату

### Другие
- Дональд Дж. Будро, экономист и профессор
- Сирил и Либби Хелье, оперные сопрано
- Эндрю Симончелли, продюсер WWL-телевидения, профессор

## Известные личности
- Роберт А. Калверт (1933—2000), техасский историк
- Монни Т. Чивес (1902—1988), профессор педагогики; служил в Палате представителей Луизианы от округа Накитош с 1952 по 1960 год.
- Томас Дж. Клаузен (1939—2002), последний избранный суперинтендант образования штата Луизиана, преподавал на факультете Николс с 1967 по 1972 год.
- Мэрилин Килген (1944), микробиолог и ученый по безопасности морепродуктов
- Уолтер М. Лоури (1921—1980), историк из Луизианы
- Джо Грей Тейлор (1920—1987), историк